# Adrien Hébert

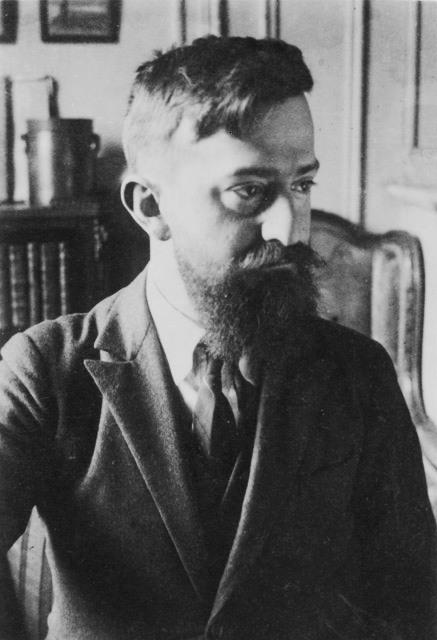
Adrien Hébert, um 1930

Adrien Hébert (* 12. April 1890 in Paris; † 26. Juni 1967 in Montreal) war ein kanadischer Maler, der vor allem für seine Darstellungen des urbanen Lebens in Montreal bekannt ist.

## Leben
Adrien Hébert war der Sohn des Bildhauers Louis Philippe Hébert (1850–1917) und der Bildhauerin Maria–Emma–Cordélia Roy (1856–1942). Seine Kindheit verbrachte er in Kanada und Frankreich, da sein Vater den Auftrag hatte, eine Reihe von Skulpturen für die Fassade des Parlamentsgebäudes in Québec zu schaffen. Von 1902 bis 1911 besuchte er den Conseil des Arts et Manufactures in Montréal und nahm Unterricht bei Edmond Dyonnet (1859–1954), Joseph-Charles Franchière (1866–1921) und Joseph Saint-Charles (1866–1956). Außerdem studierte er bei William Brymner (1855–1925) an der Art Association of Montréal, aus der später das Musée des Beaux–Arts de Montréal hervorging.
Seine künstlerische Laufbahn begann 1909 mit seiner ersten Ausstellung im Salon du printemps der Art Association of Montreal, wo seine Werke bis 1954 regelmäßig gezeigt wurden. Von 1910 bis 1960 waren seine Gemälde auf den jährlichen Ausstellungen der Royal Canadian Academy of Arts zu sehen. 1916 organisierte er zusammen mit seinem Bruder, dem Bildhauer Henri Hébert (1884–1950), eine Ausstellung in der Bibliothèque Saint–Sulpice in Montréal. 1918 gab er zusammen mit seinem Bruder die Zeitschrift Le Nigog heraus, die eine moderne literarische und malerische Ästhetik gegen die in Québec vorherrschenden regionalen Formen propagierte.
Während seines Frankreichaufenthaltes 1922 bis 1923 widmete sich Adrien Hébert der Malerei und schuf Werke in einem an Cézanne erinnernden Stil, darunter Landschaften der Ardèche, Pariser Szenen und Porträts von Freunden. Im Spätsommer 1923 kehrte er nach Montréal zurück, wo er einen Lehrauftrag für Zeichnung am Conseil des Arts et Métiers annahm. Ab diesem Zeitpunkt entwickelt sich sein künstlerischer Stil deutlich weiter, was auf sein malerisches Interesse am Hafen von Montréal zurückzuführen ist. Neben den löschenden Schiffen und den Hafenarbeitern beeindruckte ihn die Ästhetik der Hafenarchitektur, die sich in den monumentalen Getreidesilos und den die Kais verbindenden Fußgängerbrücken manifestierte. Diese Strukturen ermöglichten es ihm, stark formalisierte Bilder zu komponieren, die das geschäftige Treiben des Hafens durch eine malerische Evokation von Klang und Bewegung wiedergeben.
Adrien Héberts Liebe zur Stadt kommt in seinen Stadtbildern zum Ausdruck, in denen er die Straßen der Großstadt darstellt, oft in der Nähe seines Ateliers in der Rue Sainte-Julie (heute Rue Christin). Die Bilder zeigen Fußgänger, Autos und Straßenbahnen auf regennassen oder schneebedeckten Straßen. Im März 1931 stellt er 20 seiner Lieblingsmotive in der Galerie A. Barreiro in Paris aus. Im selben Jahr erhielt er von der Stadt Montréal den Auftrag, ein historisches Gemälde über die Ankunft von Jacques Cartier in Hochelaga im Jahr 1535 zu malen. 1941 wurde er zum Mitglied der Königlich-Kanadischen Kunstakademie gewählt. Nach dem Tod von Henri Hébert im Jahr 1950 zog Adrien Hébert in das Atelier seines Bruders in der Rue Labelle, das ursprünglich von ihrem Vater erbaut worden war. In dieser Zeit malt er die Gegend um Chicoutimi, angeregt von Armand Hébert, seinem Neffen, der sich für die Förderung der Region Saguenay einsetzt. 
Im Jahr nach seiner Pensionierung als Lehrer an der katholischen Schulbehörde von Montréal unternahm der Künstler eine Reise nach Französisch-Westafrika und reiste Anfang 1955 weiter nach Frankreich. Nach seiner Rückkehr stellte er in seinem Atelier in Montréal Werke aus, die während dieser Reise entstanden waren. Nachdem sein Atelier 1963 abgerissen worden war, ließ sich der Maler in einem Haus nieder, das er in Westmount gekauft hatte.
Adrien Hébert verstand sich während seiner gesamten Laufbahn als Stadtmaler, obwohl er häufig auf der Insel Belair arbeitete, wo seine Familie ein Anwesen besaß. Einen Monat nach seinem Tod überreichte der Bürgermeister Jean Drapeau anlässlich des Besuchs von General Charles de Gaulle auf der Expo 67 eine von Adrien Héberts Szenen aus dem Hafen von Montreal. Im Jahr 1971 organisierte die National Gallery of Canada eine Ausstellung mit dem Titel Adrien Hébert, Thirty Years of his Work, und im Sommer 1993 ehrte das Musée du Québec Adrien Hébert mit einer Ausstellung.